# ساخت تلسکوپ آماتوری

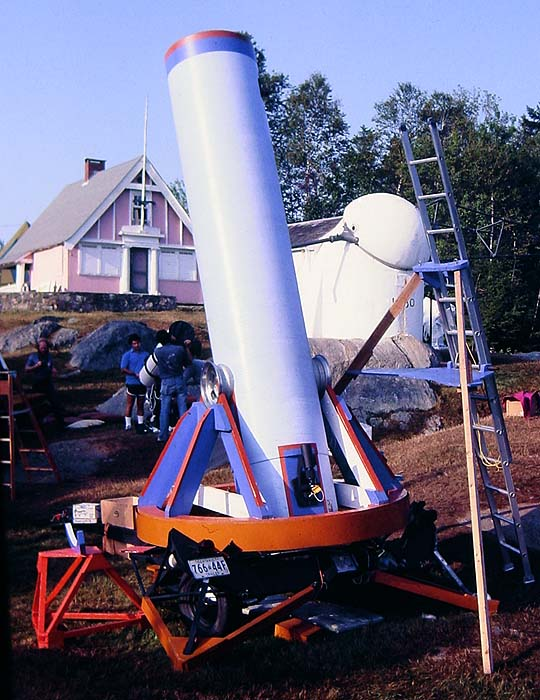
A 22-inch Newtonian reflector sits in front of the clubhouse at Stellafane, home of the Springfield Telescope Makers

ساخت تلسکوپ آماتوری (انگلیسی: Amateur telescope making) فعالیت ساختن تلسکوپ به عنوان یک سرگرمی است، نه برای حرفه‌ای با حقوق. سازندگان آماتور تلسکوپ (که گاهی خودپرداز نامیده می‌شود) ابزار خود را برای لذت بردن شخصی از یک چالش فنی، به عنوان راهی برای به دست آوردن یک تلسکوپ ارزان قیمت یا شخصی‌سازی شده، یا به عنوان یک ابزار تحقیقاتی در زمینه نجوم، می‌سازند. سازندگان تلسکوپ آماتور معمولاً زیر گروهی در زمینه اخترشناسی آماتوری هستند.

## تاریخچه
از زمانی که گالیلئو گالیله اختراع یک هلندی را برای استفاده در نجوم اقتباس کرد، ساخت تلسکوپ‌های نجومی خود یک رشتهٔ در حال تکامل بوده‌است. بسیاری از اخترشناسان پس از زمان گالیله، تلسکوپ‌های خود را بنا به ضرورت خود ساختند، اما به نظر می‌رسد که ظهور آماتورها امروز در این زمینه، کسانی هستند که تلسکوپ‌هایی را برای لذت و آموزش خود می‌سازند.
پیش از ظهور تلسکوپ‌های مدرن با تولید انبوه، بهای حتی یک ابزار ساده اغلب فراتر از توان یک اخترشناس آماتور مشتاق بود. ساختن تلسکوپ خود تنها روش اقتصادی برای به دست آوردن تلسکوپ مناسب برای رصد بوده‌است. بسیاری از آثار منتشر شده توجه علاقه‌مندان به ساخت تلسکوپ را برانگیخت؛ مانند کتاب تلسکوپ آماتور در سال ۱۹۲۰ توسط سازنده تلسکوپ ایرلندی کشیش کشیش ویلیام فردریک آرچدال الیسون (WFA Ellison).